# Everytime We Touch (píseň, David Guetta)
Everytime We Touch je housová píseň francouzského DJ Davida Guetty, Chrise Willise, Steava Angella a Sebastiana Ingrosse vytvořená pro Guettovo třetí album Pop Life. Song byl vydán jako čtvrtý singl z alba 16. ledna 2009. Guttova nejoblíbenější skladba z alba byla napsána spolu s Chrisem Willisem, na produkci se podíleli Steave Angello a Sebastian Ingrosso ze skupiny Swedish House Mafia.